# Motoboys – Vida Louca
Motoboys – Vida Loca é um documentário brasileiro de 2003, dirigido por Caíto Ortiz.
Teve sua estréia no dia 21 de Outubro de 2003, na 27a Mostra BR de Cinema de São Paulo

## Créditos

### Elenco
- Paulo Mendes da Rocha,
- Marta Suplicy,
- Washington Olivetto,
- Gilberto Dimenstein,
- Serginho Groisman,
- Carlos Zaratini,
- Roberto Scaringela,
- J.R. Duran,
- Rafic Farah,
- Jacob Pinheiro Goldberg.

### Outros
Direção
- Caíto Ortiz

Roteiro
- Giuliano Cedroni

Estúdio
- Prodigo Films / Estúdios Mega

Fotografia
- Cristiano Wiggers

Produção
- Adriano Civita E Francesco Civita

Música
- Rica Amabis

## Festivais
- 2003 - 27ª Mostra BR de Cinema de São Paulo[2]
- 2004 - Festival Internacional de Cinema de Brasília[3]

## Prêmios e Indicações
| Ano  | Prêmio                               | Categoria                    | Resultado | Ref.  |
| ---- | ------------------------------------ | ---------------------------- | --------- | ----- |
| 2003 | 27ª Mostra BR de Cinema de São Paulo | Melhor Documentário Nacional | Venceu    | [ 4 ] |